# Rußfleckenkrankheit

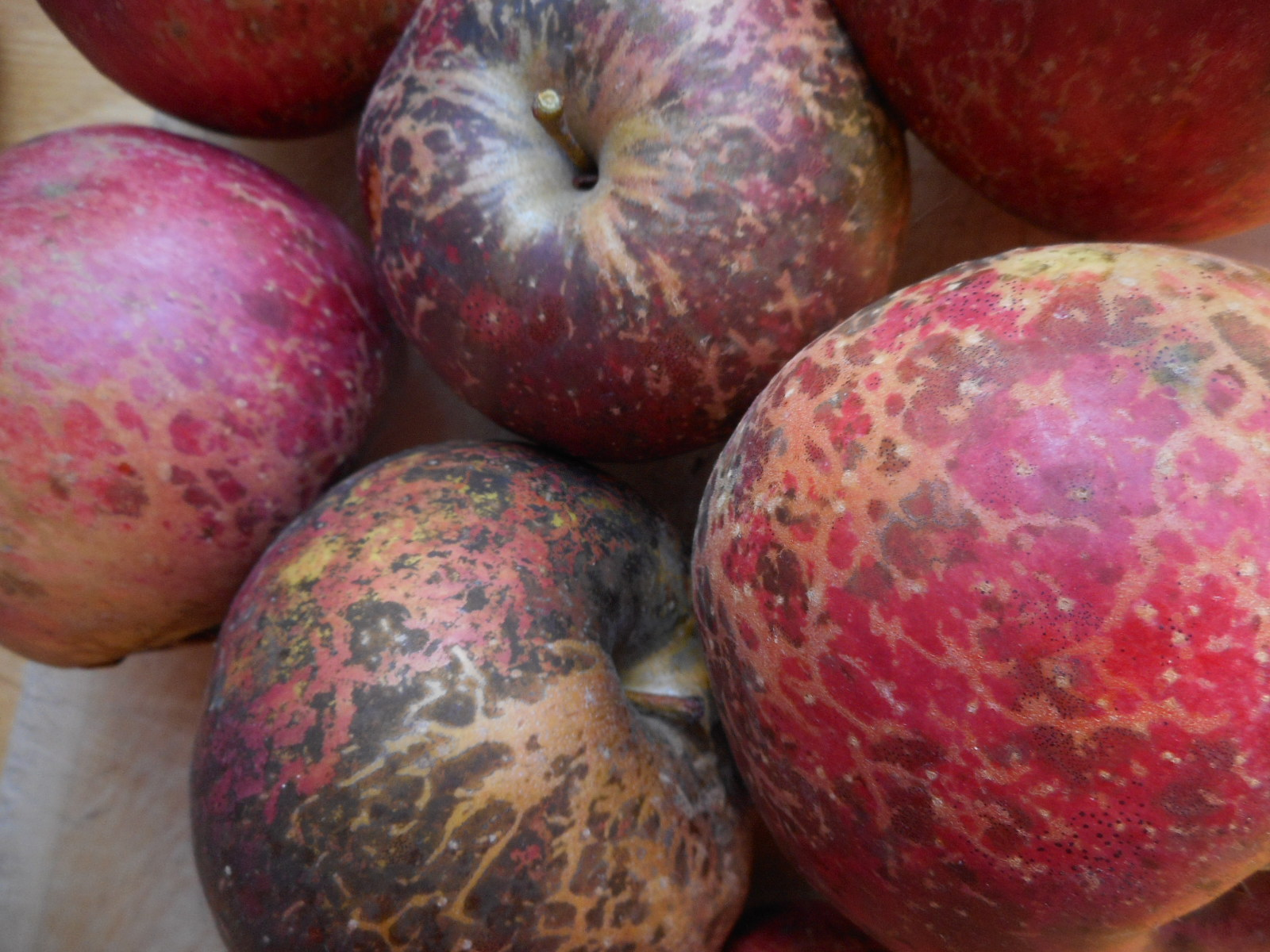
Äpfel mit Rußfleckenkrankheit. Die Frucht rechts unten zeigt auch Befall durch die Fliegenschmutzkrankheit.

Die Rußfleckenkrankheit ist eine Pflanzenkrankheit an Früchten. Sie wird von einer Reihe von Pilzen verursacht und tritt weltweit in allen Regionen mit feuchtem Klima während der Vegetationsperiode auf. In gemäßigten und feuchten Regionen ist sie eine der häufigsten Pilzkrankheiten an Äpfeln. Ihre Schadwirkung entwickelt sie durch die Senkung des Vermarktungswerts der Früchte.

## Beschreibung
Der Name der Krankheit beruht auf dem Aussehen der befallenen Früchte: Auf der Schale bildet sich zunächst in einzelnen Flecken ein schwarzgrüner Belag. Im Verlauf der Krankheit können sich diese Flecken ausdehnen und bis zur Ernte die gesamte Oberfläche der Frucht bedecken. Auch eine Verstärkung der Schwarzfärbung ist möglich.
Das Schadbild ähnelt der Fliegenschmutzkrankheit, die jedoch vom Pilz Schizothyrium pomi verursacht wird. Beide Krankheiten treten zudem häufig zusammen auf der gleichen Frucht auf. Im englischsprachigen Raum werden sie als sooty blotch and flyspeck (SBFS) oder apple summer disease in der Regel gemeinsam angesprochen und behandelt. Selbst in der deutschsprachigen Forschungsliteratur wird der Name "Regenfleckenkrankheit" gleichermaßen als Zweitname für beide Krankheitsbilder als auch als Eigenbezeichnung für ihr kombiniertes Auftreten verwendet.
Ob ähnliche Krankheiten an Birne, Banane, Papaya, Kaki von den gleichen Pilzen verursacht werden, ist unklar.

## Erreger
In der Forschung werden zahlreiche Schlauchpilze als Erreger der Rußfleckenkrankheit genannt, darunter Phyllosticta solitaria, Peltaster fructicola, Geastrumia polystigmatis, Leptodontium elatius, Phyllachora pomigena, Gloeodes pomigena, Phialophora sessilis, Tripospermum myrti und Tripospermum camelopardus. Ob die Pilze jeweils einzeln das Krankheitsbild erzeugen können oder ob ein Zusammenwirken nötig ist, war bislang nicht zu klären. Inzwischen werden bis zu 60 Erreger mit der Krankheit in Verbindung gebracht. Ein Großteil von ihnen wird mit der Klasse Dothideomycetes innerhalb der Schlauchpilze zugeordnet, sind also eng mit dem Erreger des Apfelschorfs verwandt.
Eine im Jahr 2010 ausgewertete Versuchsreihe des Kompetenzzentrums Obstbau – Bodensee deutet darauf hin, dass Peltaster fructicola der entscheidende Erreger der Rußfleckenkrankheit und alle übrigen mit ihr in Verbindung gebrachten Pilze unerheblich sein könnten.

## Infektionsverlauf
Die Rußfleckenkrankheit wird, wie viele andere Pilzkrankheiten, durch eine feuchte Witterung mit Temperaturen zwischen 10 und 25 Grad Celsius begünstigt. Die ersten Infektionen werden in Mitteleuropa bereits kurz nach der Blüte beobachtet, treten aber auch weiterhin über den gesamten Sommer hinweg auf. Für eine Entwicklung der Pilze ist rund vier Stunden anhaftende Nässe auf der Frucht nötig. Der dunkel Belag wird 30 bis 40 Tage nach der Infektion für das bloße Auge sichtbar.
Es wird angenommen, dass eine Reihe anderer Pflanzen Überträger sind. Erreger wurden sowohl an vorjährigen Äpfeln als auch an Ahorn, Linde und Weide nachgewiesen. Sowohl die Primärinfektion als auch die Sekundärinfektion zwischen Früchten einer bereits befallenen Pflanze erfolgt über Konidien und Teile des Myzels, die von Wind und Regen verbreitet werden. Die räumliche Ausdehnung auf einzelnen Früchten scheint von herablaufendem Regenwasser verursacht zu werden, denn der Belag entwickelt sich in der Regel von oben nach unten am Apfel und streifenförmig entlang von Tropfkanälen. Ältere Apfelbäume und Sorten mit nur schwach gefärbter Schale (wie Golden Delicious) scheinen besonders anfällig zu sein. Auch schorfresistente Apfelsorten werden von der Rußfleckenkrankheit befallen.
Die Krankheit befällt ausschließlich die Wachsschicht der Apfelschale. Dort lebt der Pilz saprovor, also ausschließlich von totem organischem Material, möglicherweise von kleinen Mengen Fruchtsaft, die durch die Schale austreten. Die grauen Flecken treten rund 20 bis 25 Tage nach der Infektion auf, unter für den Pilz besonders günstigen Wetterbedingungen mit anhaltend hoher Luftfeuchtigkeit und Temperaturen um 20 Grad Celsius herum bereits nach rund zehn Tagen.

## Wirtschaftliche Bedeutung
Die Rußfleckenkrankheit hat keine Auswirkungen auf die Gesundheit der Pflanze sowie auf die Entwicklung und Nahrungsmittelqualität der Frucht. Allerdings führt der Belag, der sich mechanisch nur teilweise entfernen lässt, dazu, dass die Äpfel kaum noch im Einzelhandel verkäuflich sind.

## Bekämpfung
Vorbeugend lässt sich durch die Wahl eines sonnigen Standorts außerhalb typischer Nebelstandorte sowie durch einen luftigen Schnitt des Baums die Feuchtigkeit innerhalb der Baumkrone reduzieren. Ein ausreichend großer Abstand zwischen den Obstbäumen sowie zu anderen Bäumen erschweren die Primärinfektion. Befallene Äpfel sollen durch Entfernen von Fallobst und Fruchtmumien sowie den schnellen Abtransport der Ernte zügig aus dem Bestand entfernt werden. Wegen der vergleichsweise langen Zeitspanne zwischen Infektion und sichtbarem Auftreten bleibt der wirtschaftliche Schaden bei Apfelsorten mit frühem Erntetermin in der Regel geringer.
Fungizide, die gegen Apfelschorf wirken, bekämpfen auch die Rußfleckenkrankheit. Durch Abbürsten und Waschen kann der Belag teilweise entfernt und damit die Vermarktbarkeit verbessert werden. In Ländern, wo dies zulässige ist, werden dem Waschwasser chlorhaltige Mittel zugesetzt.
Eine Versuchsreihe des Kompetenzzentrums Obstbau – Bodensee erbrachte deutlich verringerte Infektionen durch das Abschirmen von Apfelbäumen gegen die natürliche Witterung mittels Foliendächern.

## Forschungsgeschichte
Die vermutlich erste mikrobielle Untersuchung der Rußfleckenkrankheit nahm der US-amerikanische Mykologe Lewis David von Schweinitz vor. In einer Veröffentlichung aus dem Jahr 1832 benannte er den Erreger als Dothidea pomigena (später:  Gloeodes pomigena, heute: Phyllachora pomigena). Seit etwa den 1920er Jahren werden in der englischsprachigen Forschung Rußflecken- und Fliegenschmutzkrankheit gemeinsam behandelt.
Seit dem Ende des 20. Jahrhunderts wurden, insbesondere mit Hilfe der DNA-Sequenzierung, in schneller Folge immer mehr Pilzarten mit dem Krankheitsbild in Verbindung gebracht.